# Nichols (village, New York)
Pour les articles homonymes, voir Nichols.
Ne doit pas être confondu avec Nichols (New York).
Nichols est un village du comté de Tioga, dans l'État de New York, aux États-Unis,. En 2010, il compte une population de 512 habitants.

## Démographie
Lors du recensement de 2010, le village compte une population de 512 habitants, tandis qu'en 2019, elle est estimée à 457 habitants.